# Due Carrare
Due Carrare es una localidad y comune italiana de la provincia de Padua, región de Véneto, con 8.656 habitantes.

## Evolución demográfica
| Gráfica de evolución demográfica de Due Carrare entre 1861 y 2011 |
|                                                                   |
| Fuente ISTAT - elaboración gráfica de Wikipedia                   |